# Puente del Cadí
El puente del Cadí está situado en el casco urbano de Granada (Andalucía, España), sobre el río Darro. Actualmente sólo permanecen en pie uno de sus dos estribos, concretamente el situado en la orilla del Bosque de la Alhambra, con forma de torre de planta hexagonal, así como el arranque de una gran bóveda de herradura.
En 1931 fue declarado Monumento histórico-artístico,
por lo que es Bien de Interés Cultural con categoría de Monumento.

## Descripción
La fábrica es de sillería arenisca, apreciándose cajeados para la cimbra y para la reja que cerraba el paso por el río, bajo él. La bóveda presenta dovelas rehundidas y salientes en ritmo alterno, que están policromadas; impostas de nacela y alfiz lo completan. En el estribo, se puede observar una pequeña portezuela adintelada, que pudo pertenecer a una construcción anterior.
En el interior de la torre, existen dos escaleras de caracol.

## Historia
El puente del Cadí fue uno de los elementos principales de la relación entre la Granada musulmana y el río Darro. Se cita en numerosos escritos antiguos y se sabe que, en 1501, los Reyes Católicos dictaron una disposición para pavimentar el puente, que aún estaba en pie. Sin embargo, el arquitecto Torres Balbás, conservador de la Alhambra a mediados del siglo XX, sostuvo que los restos actuales no se corresponden con el puente citado por las fuentes antiguas. De acuerdo con esta tesis, los restos citados corresponderían a un paso de muralla sobre el río, lo que es congruente con aspectos funcionales del puente, como su cota excesivamente alta respecto del entorno, y su escasa anchura, poco útil para el tráfico, ni siquiera de personas.
Actualmente, el puente del Cadí está incluido dentro del perímetro de gestión de la Alhambra.